# رينا اينو
رينا اينو (بالإنجليزية: Rena Inoue)‏ هي متزلجة فنية أمريكية، ولدت في 17 أكتوبر 1976 في نيشينومايا في اليابان.

## وصلات خارجية
- رينا اينو على موقع الاتحاد الدولي للتزلج (الإنجليزية)
- رينا اينو على موقع أوليمبيديا (الإنجليزية)